# 劉勇在
劉勇在（韓語：류용재），韓國電視劇編劇。

## 作品

### 電視劇
- 2007年：MBC《狗和狼的時間》
- 2014年：tvN《詐欺遊戲》
- 2016年：tvN《吹笛子的男人》
- 2019年：tvN《精神病患者日記》
- 2020年：Netflix《我的全像情人》
- 2022年：Netflix《纸房子：韩国篇》

## 外部連結
- NAVER搜索